# Fahrraddiebe
Fahrraddiebe (Originaltitel: Ladri di biciclette) ist ein italienischer Spielfilm von Vittorio De Sica aus dem Jahr 1948 nach einem 1946 erschienenen Roman von Luigi Bartolini, mit dem er aber nur den Titel und das Motiv der Suche nach einem gestohlenen Fahrrad in Rom gemeinsam hat – weder der Protagonist noch die Umstände sind dieselben. Im Italien der Nachkriegszeit versucht ein verarmter Familienvater, sein gestohlenes Fahrrad wiederzufinden, von dem seine gerade erhaltene Arbeitsstelle abhängt. 
Nach seiner Premiere wurde der in schwarzweiß gedrehte Film mit vielen, internationalen Preisen, wie dem Oscar als Bester fremdsprachiger Film geehrt und beeinflusste viele spätere Filmemacher. Fahrraddiebe wird heute als einer der Höhepunkte des Italienischen Neorealismus gesehen und in Umfragen unter Filmexperten regelmäßig als einer der besten Filme aller Zeiten benannt.
Als eine von insgesamt fünf Regiearbeiten De Sicas, wurde die Milieustudie 2008 auf die offizielle, vom italienischen Kulturministerium gebilligte Liste „100 erhaltenswerte italienische Filme“ aufgenommen. Die 100 ausgewählten Filme entstanden zwischen 1942 und 1978 und haben das kollektive Gedächtnis Italiens maßgeblich geprägt.

## Handlung
Um seine Familie im Rom der Nachkriegszeit zu ernähren, arbeitet Antonio Ricci als Tagelöhner. Von einem Arbeitsvermittler erhält er endlich eine langersehnte Festanstellung als Plakatkleber. Zur Ausübung ist er allerdings auf den Besitz eines Fahrrades angewiesen, das er aber erst kürzlich aus Geldnot verpfändet hat. Kurzentschlossen bringt Antonios Frau die Bettwäsche zum Pfandleiher, um das Fahrrad wieder auszulösen.
Am nächsten Morgen fährt Antonio los. Als er sein erstes Plakat nach einer Einführung durch einen Kollegen allein klebt, abgelenkt durch die Aufgabe, das Plakat zu glätten, wird sein Fahrrad gestohlen. Er verfolgt den Dieb, kann ihn aber nicht stellen, zumal zwei Komplizen ihn bei der Verfolgung behindern, indem sie ihn aufhalten und falsche Fährten legen.
Er ist entsetzt, außer sich vor Angst. Ohne Fahrrad kann er seine Arbeit nicht fortsetzen. Dabei wäre diese feste Anstellung der Ausweg aus der wirtschaftlichen Not der Familie gewesen. Er macht eine Anzeige bei der Polizei, aber ohne jede Hoffnung, dass ihm jemand helfen will und kann. Als er am Abend seinen Sohn Bruno trifft, der wie verabredet auf ihn wartet, ist er niedergeschlagen. Er mag die Wahrheit des Verlustes des Fahrrades nicht zugeben. Er bringt nur seinen Sohn nach Hause und geht, ohne seine Frau zu treffen, zu einem Kulturhaus, wo er einen Vertrauten trifft, der Vorarbeiter bei der Müllentsorgung ist. Der trommelt Kollegen zusammen, die zusammen mit Antonio und seinem Sohn am nächsten Morgen den zentralen Fahrradmarkt nach dem Fahrrad absuchen. Vergeblich.
Antonio lässt sich mit seinem Sohn zu einem weiteren Markt in einem Vorort der Stadt bringen. Dort sieht er zufällig den Dieb mit seinem Fahrrad einem älteren Mann Geld geben. Doch der Dieb kann wieder entkommen. Sie verfolgen dafür den alten Mann in eine Kirche, wo es nach dem Gottesdienst eine Suppenküche gibt. Aber der alte Mann streitet alles ab und entkommt auch wieder. Aber sie haben eine Adresse von ihm.
Am nächsten Tag sind Antonio und Bruno wieder unterwegs. Tatsächlich treffen sie auf den Dieb und können ihn bis in seine Wohnung verfolgen. Er lebt in einer beinahe noch prekäreren Lage als Antonio. Nachbarn, Bekannte und die Familie beschützen ihn. Ein elegant gekleideter Herr, der überraschend im ärmlichen Viertel auftritt, macht den Eindruck eines Mafiosos, als Schutzpatron der lokalen Kleinkriminellen. Doch Antonio lässt nicht ab. Die Lage eskaliert, als der Dieb einen tatsächlichen oder vorgetäuschten epileptischen Anfall erleidet. Es wäre zu einer gewalttätigen Auseinandersetzung zwischen Antonio und einer großen Übermacht an Beschützern des Kleinkriminellen gekommen, wenn nicht Antonios Sohn Bruno einen Polizisten geholt hätte. Der Polizist durchsucht das Zimmer des jungen Mannes, kann aber nichts finden und weist Antonio darauf hin, dass er keinen handfesten Beweis gegen den jungen Mann habe. Antonio muss schließlich abziehen, bedroht von den Männern aus dem Viertel.
Weil Antonio keinen Ausweg mehr sieht, wird er am Ende selbst zum Dieb: Er schwingt sich auf ein Fahrrad und fährt davon. Doch wird er von einer Gruppe Männern, die ihm nachlaufen, eingeholt, zu Boden geworfen und geschlagen. Sein Sohn Bruno beobachtet erschrocken das Geschehen. Die Männer bringen ihn zum Besitzer des Fahrrades, der aber angesichts des weinenden Sohnes auf eine Anzeige verzichtet. Unter Beschimpfungen und Hinweisen, er solle sich doch Arbeit suchen, anstatt zu stehlen, lassen ihn die Männer ziehen. Tief beschämt geht Antonio, sein Sohn neben ihm. Bruno nimmt den Vater an die Hand. Die beiden verschwinden in der Menge der Menschen.

## Hintergrund

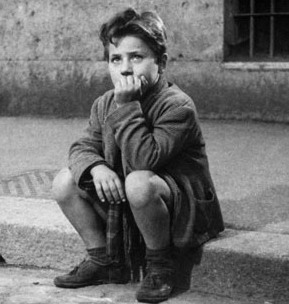
Enzo Staiola, mit sieben Jahren, in seiner ersten Rolle

Gedreht wurde fast ausschließlich an Originalschauplätzen, und auch die meisten Rollen werden von Laiendarstellern in ihrer eigenen Kleidung gespielt. Dieses Streben nach Realismus ist typisch für den italienischen Neorealismus.
Der spätere Star-Regisseur Sergio Leone, damals noch unbekannt, spielte einen der Priesterseminaristen, ohne dafür im Abspann erwähnt zu werden. Er war außerdem als Regieassistent von De Sica beschäftigt.

## Kritiken
Fahrraddiebe wird in der Filmkritik allgemein als ein Meisterwerk der Filmgeschichte betrachtet. Auf der Website Rotten Tomatoes, die Besprechungen vor allem englischsprachiger Filmkritiker auswertet, holt der Film eine positive Rate von 99 % (basierend auf 69 Kritiken, Stand: April 2023).
Der Filmdienst urteilt: „Lebendige Erzählweise, Sensibilität, menschliche Wärme und eine soziale Aussage ohne Sentimentalität machen den mit Laien an Originalschauplätzen gedrehten Film zum Meisterwerk des italienischen Neorealismus, das das internationale Kino der 50er Jahre nachhaltig beeinflusste.“ Adolf Heinzlmeier und Berndt Schulz schrieben 1990 in ihrem Lexikon „Filme im Fernsehen“: „[…] Film des Neorealismus, in dem Alltag nüchtern und ungeschminkt wiedergegeben wird; mit romantischen Obertönen, klar komponiert, sozialkritisch; Filmklassiker […]“ (Wertung: 3½ Sterne = außergewöhnlich).

## Auszeichnungen
Der Film gewann bei der Oscarverleihung 1950 einen Ehrenpreis als Bester fremdsprachiger Film. Zugleich war er in der Kategorie Bestes Drehbuch nominiert. Den Golden Globe Award erhielt der Film als Bester ausländischer Film, den British Film Academy Award als Bester internationaler Film, den New York Film Critics Circle Award als Bester fremdsprachiger Film, den japanischen Kinema Junpo Award ebenfalls als Bester fremdsprachiger Film und die dänische Bodil als Bester europäischer Film. Das National Board of Review zeichnete ihn in den Kategorien Beste Regie und Bester Film (jede Sprache) aus.
Auf dem Filmfestival von Locarno wurde der Film mit dem Spezialpreis der Jury ausgezeichnet. Das Sindacato Nazionale Giornalisti Cinematografici Italiani ehrte Fahrraddiebe in den Kategorien Bester Film, Beste Regie, Bestes Drehbuch, Beste Geschichte, Beste Kamera und Beste Musik.
Bei der ersten von der renommierten Filmfachzeitschrift Sight & Sound im Jahr 1952 unter Filmkritikern durchgeführten Umfrage nach den besten Filmen aller Zeiten belegte Fahrraddiebe den ersten Platz. Die prestigeträchtige Sight & Sound-Umfrage findet alle zehn Jahre statt und in späteren Umfragen verlor Fahrraddiebe zwar die Spitzenposition an Citizen Kane, blieb aber stark vertreten – zuletzt im Jahr 2012 belegte der Film Platz 10 bei den Regisseuren und Platz 33 bei den Kritikern. Auf der Website They Shoot Pictures, Don't They?, die über 9000 Filmkritiken und Kritikerumfragen miteinander verrechnet, war Fahrraddiebe 2021 auf Platz 13 der besten Filme aller Zeiten gelistet.
Fahrraddiebe wird als einer von 45 Filmen auf der Filmliste des Vatikans geführt, auf der von der katholischen Kirche empfohlene Filme gelistet sind.

## Neuverfilmungen
2001 wurde der Film durch den chinesischen Filmemacher Wang Xiaoshuai in einer zeitgemäßen Version unter dem Titel Beijing Bicycle neuinterpretiert.
Eine satirische Verfremdung des Stoffes findet sich in dem Streifen Die Seifendiebe von Maurizio Nichetti (Italien, 1988). Zahlreiche Filmzitate erinnern an Fahrraddiebe. Zugleich entsteht durch ständige Unterbrechungen der Handlung mit heutigen Werbespots eine zweite Handlungsebene.
Matt Chambers verlegte bei The Bike Thief mit Alec Secăreanu in der Hauptrolle den Schauplatz von Rom nach London.